# Wolfgang Stadler
Wolfgang Stadler (* 17. Januar 1954 in Duisburg) ist ein deutscher Manager und Soziologe. Von 2010 bis 2020 war er Vorsitzender des Bundesverbandes der Arbeiterwohlfahrt.

## Leben
Wolfgang Stadler studierte Soziologie, verrichtete anschließend seinen Zivildienst bei der Arbeiterwohlfahrt und begann im Anschluss seine Karriere bei dem Verband.
Bis 1982 leitete er ein Weiterbildungswerk beim AWO Bezirksverband Ostwestfalen-Lippe, wo er folgend von 1993 bis 2009 Geschäftsführer tätig war. 2005 gründete Stadler den AWO ElternService (AWO lifebalance), wo er Geschäftsführer war. 2010 trat Stadler dann die Nachfolge von Rainer Brückers als Vorsitzender des Bundesverbandes an. Seine Schwerpunkte lagen im Besonderen in den Themenbereichen Arbeit und Soziales, Kinder und Jugend und Verbandspolitik und-entwicklung. 2017 initiierte er die Einführung verbandsweit verbindlicher Richtlinien für eine verantwortungsvolle Verbands- und Unternehmensführung und -kontrolle.
Von 2013 bis 2014 war er zudem Präsident der Bundesarbeitsgemeinschaft der Freien Wohlfahrtspflege (BAGFW).
Stadler ist verheiratet und hat drei Kinder.